# رادیو سوئد
رادیو سوئد (سوئدی: Sveriges Radio International) بنگاه سخن‌پراکنی بین‌المللی کشور سوئد است.

## زبان‌ها
تا سال ۲۰۱۲، رادیو سوئد اقدام به پخش به زبان‌های زیر کرده است:
- عربی – وب‌گاه
- انگلیسی – وب‌گاه
- آلمانی – وب‌گاه
- کردی – وب‌گاه
- فارسی – وب‌گاه
- رومانی – وب‌گاه
- روسی – وب‌گاه
- سومالیایی – وب‌گاه